# Seaca (Olt)
Pour les articles homonymes, voir Seaca.
Seaca est une commune du județ d'Olt en Roumanie.